# Catonella morbi
Catonella morbi è una specie di batterio appartenente alla famiglia delle Lachnospiraceae.